# Жан-Клод Мез'єр
Жан-Клод Мез'єр (фр. Jean-Claude Mézières; 23 вересня 1938 — 23 січня 2022) — французький автор коміксів, сценарист, ілюстратор. Найвідомішою його роботою є серія коміксів «Валеріан і Лорелін».

## Біографія
Народився 23 вересня 1938 року в Парижі (Франція). Перші малюнки він опублікував у 1951 році у віці тринадцяти років у журналі «Le journal des jeunes». У 1953 році, у віці п'ятнадцяти років, Мез'єр вступив до Інституту мистецтв в Парижі. Після навчанняр поступив на військову службу. Служив в Алжирі. Далі працював ілюстратором для книг і журналів, а також у рекламі. У 1965 році в пошуках пригод поїхав у США. Працював там ковбоєм. У 1967 році повернувся до Франції. Разом з П'єром Крістіном почали роботу над серією коміксів «Валеріан та Лорелін». Працював фотографом, брав участь у створенні дизайн-концепції декількох фільмів для телебачення й кіно, в тому числі для фільму Люка Бессона «П'ятий елемент». Викладав курси з виробництва коміксів в Університеті Париж-VIII.